# Euphorbia multiformis
Euphorbia multiformis là một loài thực vật có hoa trong họ Đại kích. Loài này được Gaudich. ex Hook. & Arn. mô tả khoa học đầu tiên năm 1832.